# Brabham BT24
Pour les articles homonymes, voir Brabham.
Chronologie des modèles (1967 à 1969)
Brabham BT23B Brabham BT26
La Brabham BT24 est une monoplace construite par Brabham Racing Organisation et engagée en Formule 1 entre 1967 et 1969. Elle a remporté trois victoires en Grand Prix, aux mains de Jack Brabham et de Denny Hulme.